# Nachal Bejt Chanan
Nachal Bejt Chanan (hebrejsky: נחל בית חנן) je vádí na Západním břehu Jordánu a v Izraeli, nacházející se v Judských horách v Jeruzalémském koridoru.
Začíná v nadmořské výšce okolo 700 metrů poblíž obce Bajt Anan na Západním břehu Jordánu. Směřuje pak k severozápadu výrazně zahloubeným údolím s odlesněnými svahy a postupně se stáčí k jihozápadu. Zde vádí přetíná Izraelská bezpečnostní bariéra a tok vstupuje na území Izraele, respektive bývalého nárazníkového pásma mezi Západním břehem Jordánu a Izraelem. Vede severně od hory Har Uzrar západním směrem, jižně od palestinské obce Bajt Likja. Severně od izraelské osady Mevo Choron vstupuje opět krátce na Západní břeh Jordánu, konkrétně do latrunského výběžku, přičemž jeho pravý břeh sleduje úsek izraelské bezpečnostní bariéry. Zde vchází do pahorkatiny okolo Ajalonského údolí, kde zleva ústí do toku Nachal Ajalon, opět v nárazníkovém pásmu mezi Západním břehem Jordánu a Izraelem.